# 安川午朗
安川 午朗（やすかわ ごろう、1965年8月9日 - ）は、日本の作曲家、編曲家。愛知県出身、長野県飯田市育ち。

## 略歴
東京芸術大学音楽学部作曲科中退。在学中からスタジオ・ミュージシャンとして活動し、1989年頃の石井隆との出会いから、映像作品の音楽を手掛けるようになる。主に実写の日本映画の音楽を手がけており、石井隆のほとんどの映画作品の音楽を担当しているほか、瀬々敬久、平山秀幸の作品も多い。
長石多可男監督の推挽を得て、『超光戦士シャンゼリオン』で初の特撮番組を担当した。同番組への思い入れは強いようで、放送当時に発売された玩具のほとんどを個人的に購入したという。しかし、癖のある作品だったため、音楽も一筋縄ではいかないものを要求されることになり、苦労したとのこと。そのためか、打ち上げの席で「いつかリベンジしたい」と語っており、『仮面ライダー THE FIRST』でそれを果たすことになった。
2012年、映画『八日目の蟬』の音楽で第35回日本アカデミー賞最優秀音楽賞を受賞した。

## 受賞歴
- 第35回日本アカデミー賞最優秀音楽賞（2012年、『八日目の蝉』）[5]
- 第68回毎日映画コンクール 音楽賞（2013年、『凶悪』）[6]
- 第35回ヨコハマ映画祭 音楽賞（『凶悪』『フィギュアなあなた』『甘い鞭』『人類資金』ほか）
- 第38回日本アカデミー賞優秀音楽賞（2014年、『ふしぎな岬の物語』）[7]
- 第39回日本アカデミー賞優秀音楽賞（2015年、『ソロモンの偽証 前篇・事件』）[8]

## 音楽担当作品

### ビデオ
- 月下の蘭（1990年）
- パチンコグラフィティ（1991年）
- フラットアウトベイビー（1993年）

### 映画
- 死んでもいい（1992年）
- ヌードの夜（1993年）
- 夜がまた来る（1994年）
- 赤い閃光（1994年）
- GONIN（1995年）
- GONIN2（1996年）
- KOKKURI コックリさん（1997年）
- 黒い下着の女 雷魚（1997年）
- ろくでなしBLUES '98（1998年）
- 汚れた女（1998年）
- 黒の天使 Vol.1（1998年）
- 地雷を踏んだらサヨウナラ（1999年）
- 黒の天使 Vol.2（1999年）
- なで肩の狐（1999年）
- アナーキー・インじゃぱんすけ 見られてイク女（1999年）
- HYSTERIC（2000年）
- JUNK 死霊狩り（2000年）
- 蝉祭りの島（2000年）
- 棒 Bastoni（2001年）
- RUSH! ラッシュ（2001年）
- TOKYO G.P.（2001年）
- ON AIR オンエアー（2001年）
- トーキョーXエロティカ（2001年）
- GUN CRAZY（2002年）
- ドッグスター（2002年）
- SFホイップクリーム（2002年）
- OUT（2002年）
- 夢追いかけて Touch a Dream 浜名湖発〜学び座（2003年）
- MOONCHILD（2003年）
- HAZAN（2003年）
- 魔界転生（2003年）
- 花と蛇（2004年）
- デビルマン（2004年）
- レディ・ジョーカー（2004年）
- 《LOVE COLLECTION》OLDK オーエルディーケー（2004年）
- ユダ（2004年）
- サンクチュアリ（2005年）
- アダン（2005年）
- 不良少年（ヤンキー）の夢（2005年）
- 花と蛇2（2005年）
- フライ,ダディ,フライ（2005年）
- 仮面ライダー THE FIRST（2005年）
- スケバン刑事 コードネーム=麻宮サキ（2006年）
- 長州ファイブ（2006年）
- 親指さがし（2006年）
- どろろ（2007年）
- しゃべれども しゃべれども（2007年）
- 人が人を愛することのどうしようもなさ（2007年）
- キャプテン（2007年）
- やじきた道中 てれすこ（2007年）
- 仮面ライダー THE NEXT（2007年）
- スーパーカブ（2008年）
- ラブファイト（2008年）
- しあわせのかおり（2008年）
- 感染列島（2008年）
- カメレオン（2008年）
- フライング☆ラビッツ（2008年）
- おと・な・り（2009年）
- 行旅死亡人（2009年）
- ロストパラダイス・イン・トーキョー（2009年）
- ヌードの夜/愛は惜しみなく奪う（2010年）
- ヘヴンズ ストーリー（2010年）
- 君に届け（2010年）
- ちょんまげぷりん（2010年）
- 信さん・炭坑町のセレナーデ（2010年）
- KG カラテガール（2010年）
- 行きずりの街（2010年）
- 孤高のメス（2010年）
- 八日目の蟬（2011年）
- 大鹿村騒動記（2011年）
- サルベージ・マイス（2011年）
- しあわせのパン（2012年）
- 道〜白磁の人〜（2012年）
- ペンギン夫婦の作りかた（2012年）
- Another アナザー（2012年）
- 北のカナリアたち（2012年）
- みなさん、さようなら（2013年1月26日）
- 草原の椅子（2013年2月23日、東映）
- フィギュアなあなた（2013年）
- 甘い鞭（2013年）
- 凶悪（2013年9月21日）
- 人類資金（2013年10月19日）
- 琉球バトルロワイアル（2013年）
- ジンクス!!!（2013年）
- ルームメイト（2013年）
- 白ゆき姫殺人事件（2014年3月29日）
- ぶどうのなみだ（2014年10月11日）
- ふしぎな岬の物語（2014年10月11日）
- 近キョリ恋愛（2014年10月11日）
- ソロモンの偽証 前篇・事件 / 後篇・裁判（2015年）
- 赤い玉、（2015年）
- ストレイヤーズ・クロニクル（2015年6月27日）
- GONINサーガ（2015年9月27日）
- 残穢 -住んではいけない部屋-（2016年1月30日）
- 殿、利息でござる!（2016年）
- 団地（2016年）
- 日本で一番悪い奴ら（2016年）
- なりゆきな魂、（2017年）
- ちょっと今から仕事やめてくる（2017年）
- ユリゴコロ（2017年）
- エルネスト（2017年）
- 孤狼の血（2018年）
- 空飛ぶタイヤ（2018年）
- ごっこ（2018年）
- 菊とギロチン（2018年）
- ビブリア古書堂の事件手帖（2018年）
- 半世界（2019年）
- ねことじいちゃん（2019年）
- 閉鎖病棟 -それぞれの朝-（2019年）
- グッドバイ〜嘘からはじまる人生喜劇〜（2019年）
- 一度も撃ってません（2020年）
- 記憶の技法（2020年）
- 孤狼の血 LEVEL2（2021年）
- シャイロックの子供たち（2023年）
- せかいのおきく（2023年）
- 法廷遊戯（2023年）
- あんのこと（2024年）
- てっぺんの向こうにあなたがいる（2025年予定）

### テレビ
- 超光戦士シャンゼリオン（1996年）
- ゆずれない夜（1996年）
- 情熱大陸（1998年）メインテーマ
- 別れる2人の事件簿（2000年）
- 特捜最前線2012 爆破0.01秒前の女（2012年）
- プレイガール2012（2012年）
- 特捜最前線×プレイガール2012（2012年）
- ヒトリシズカ（2012年）
- 神谷玄次郎捕物控（2014年）
- 神谷玄次郎捕物控2（2015年）
- 妻と飛んだ特攻兵（2015年）
- バイバイ、ブラックバード（2018年）
- すぐ死ぬんだから（2020年）

### Webドラマ
- 晴れたらいいね（2025年）[注 1]